# Two-Step d'Amédé
| Recensione | Giudizio |
| ---------- | -------- |
| AllMusic   | [ 1 ]    |

Two-Step d'Amédé è un album discografico a nome della Savoy-Doucet Cajun Band, pubblicato dalla casa discografica Arhoolie Records nel 1993.

## Tracce
Brani tradizionali, eccetto dove indicato
1. Two-Step d'Amédé (Instrumental) – 2:47 (Marc Savoy)
2. La valse de Marie – 4:44
3. Quitté la Maison (I Left My House for Big Texas) – 2:41
4. J'aimerais connaitre (I'd Like to Know) – 3:14 (Adam Hebert)
5. La danse de limonade (The Lemonade Song) – 3:08
6. The Kaplan Waltz – 4:04
7. Ton Papa m'a jeté dehors (Your Papa Threw Me Out) – 4:10
8. Good-bye, Brown Eyes – 2:53
9. Lapin dans son nique (Rabbit in Its Nest) – 4:19
10. Jolies joues roses (Pretty Pink Cheeks) – 3:46 (Austin Pitre)
11. Diggy Liggy Lo – 3:37 (J.D. Miller)
12. Flammes d'enfer (The Flames of Hell or: Stuck in Traffic on the Oakland Bay Bridge) – 6:34 – Registrato dal vivo nel 1988 al Great American Music Hall di San Francisco, California
13. La negress (Pinegrove Blues) – 5:14 – Registrato dal vivo nel 1988 al Great American Music Hall di San Francisco, California
14. La queue de tortue (Turtle Tail) – 4:50 – Registrato dal vivo nel 1988 al Great American Music Hall di San Francisco, California

## Musicisti
- Marc Savoy - accordion
- Michael Doucet - violino
- Michael Doucet - voce (brani: J'aimerais connaitre / Ton Papa m'a jeté dehors / Flammes d'enfer)
- Ann Savoy - chitarra
- Ann Savoy - voce (brani: La valse de Marie / Quitté la Maison / La danse de limonade / The Kaplan Waltz / Good-bye, Brown Eyes / Lapin dans son nique / Jolies joues roses / Diggy Liggy Lo / La negress / La queue de tortue)
- Elizabeth Weil - basso
- Tina Pilione - basso[2]